# Amphoe Ban Lueam
Amphoe Ban Lueam (Thai: อำเภอ บ้านเหลื่อม) ist ein Landkreis (Amphoe – Verwaltungs-Distrikt) im Norden der Provinz Nakhon Ratchasima. Die Provinz Nakhon Ratchasima liegt in der Nordostregion von Thailand, dem so genannten Isan. 

## Geographie
Amphoe Ban Lueam grenzt an die folgenden Landkreise (von Norden im Uhrzeigersinn): an die Amphoe Kaeng Sanam Nang, Bua Yai und Khong in der Provinz Nakhon Ratchasima, sowie an di Amphoe Noen Sa-nga und Mueang Chaiyaphum der Provinz Chaiyaphum.

## Geschichte
Ban Lueam wurde am 18. Oktober 1976 zunächst als „Zweigkreis“ (King Amphoe) eingerichtet, indem die Tambon Ban Lueam, Wang Pho und Khok Krabueang vom Amphoe Khong abgetrennt wurden.
Am 1. Januar 1988 wurde er zum Amphoe heraufgestuft.

## Verwaltung

### Provinzverwaltung
Der Landkreis Ban Lueam ist in vier Tambon („Unterbezirke“ oder „Gemeinden“) eingeteilt, die sich weiter in 39 Muban („Dörfer“) unterteilen.
| Nr. | Name           | Thai       | Muban | Einw. |
| --- | -------------- | ---------- | ----- | ----- |
| 01. | Ban Lueam      | บ้านเหลื่อม   | 08    | 6.128 |
| 02. | Wang Pho       | วังโพธิ์      | 0-    | 2.562 |
| 03. | Khok Krabueang | โคกกระเบื้อง | 16    | 8.647 |
| 04. | Cho Raka       | ช่อระกา     | 0-    | 3.680 |

Hinweis: Die Daten der Muban liegen zum Teil noch nicht vor.

### Lokalverwaltung
Es gibt eine Kommune mit „Kleinstadt“-Status (Thesaban Tambon) im Landkreis:
- Ban Lueam (Thai: เทศบาลตำบลบ้านเหลื่อม), bestehend aus Teilen der Tambon Ban Lueam und Wang Pho.

Außerdem gibt es vier „Tambon-Verwaltungsorganisationen“ (องค์การบริหารส่วนตำบล – Tambon Administrative Organizations, TAO):
- Ban Lueam (Thai: องค์การบริหารส่วนตำบลบ้านเหลื่อม)
- Wang Pho (Thai: องค์การบริหารส่วนตำบลวังโพธิ์)
- Khok Krabueang (Thai: องค์การบริหารส่วนตำบลโคกกระเบื้อง)
- Cho Raka (Thai: องค์การบริหารส่วนตำบลช่อระกา)